# Ceñidor (indumentaria)

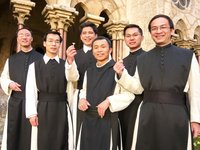
Monjes con ceñidores negros

Se llama ceñidor a una especie de faja con que se ajusta el cuerpo y es la que usan los eclesiásticos para la sotana y la correa o cordón en los religiosos para sus hábitos y el cíngulo en las vestiduras sagradas. 
El traje de los orientales eran vestiduras largas y para servir, caminar o pelear se las prendían de la cinta para que no les estorbasen. Entre los judíos era muy frecuente el uso de los ceñidores. Se hace de ellos mención en la Sagrada Escritura. El que mandó Dios que se pusiese el sumo sacerdote era tejido de hilo de oro de púrpura, de escarlata, de carmesí y finísimo lino retorcido. Podían vestir este ceñidor en todo el tiempo del sacrificio los sumos sacerdotes que sucedieron a Aron pero no lo podían usar cuando no estaban en ejercicio. 
Cuando los judíos hacían la Pascua del Cordero, tenían ceñidos los riñones con ceñidores conforme a la orden que de Dios habían recibido. La vanidad indujo a los judíos a usar magníficos ceñidores y contra esta culpable ostentación declama mucho Isaías amenazando a los israelitas con la cólera de Dios que mudaría los ceñidores pomposos en cordeles muy ásperos. Se refiere al profeta Elías y de San Juan Bautista que usaban ceñidor de cuero aplicado a los ríñones. En el Nuevo Testamento se lee igualmente: 
Amen dico vobis qui praexinxit se, etc., palabras del Señor
Y para lavar los pies a sus discípulos en la última cena Cristo se ciñó sus vestiduras y el ángel que sacó a San Pedro de la cárcel le mandó se ciñese y caminase. San Rafael apareció a Tobías el Joven ceñidas las vestiduras y en forma de caminante. Elías corría ceñido delante del coche de Acab y cuando el Gieci iba con el báculo a resucitar al hijo de la viuda, le dijo: 
Elíseo, accinye lumbos tuos. (4 Reg. 4.)
Esta palabra tener ceñidos los lomos es una metáfora usada con frecuencia en la Escritura Santa para significar hombre desembarazado y en la parábola 13 del Evangelio se nos dice sint lumbi vestri praecincti, esto es, estad ahorrados y desnudos de todas las cosas que os puedan ser estorbo para el cielo como los deleites sensuales que son los que más aprisionan y cautivan. Por esto, San Agustín, San Basilio y otros muchos Santos Padres declaran debemos estar con desembarazo particularmente del de la carne. Da también la Vulgata el nombre de zona o ceñidor a una bolsa que llevaban al lado los judíos y verosímilmente así la llamarían porque colgaba del ceñidor dicha bolsa.